# Jiřina Bohdalová
Jiřina Bohdalová (ur. 3 maja 1931 w Pradze) – czeska aktorka, prezenterka telewizyjna, znana z czeskiego dubbingu filmowego.

## Życiorys

### Wczesne lata
Urodziła się w Pradze. Jej matka, Marie Bohdalová (z domu Brunnerová), pracowała jako pokojówka, a w wolnym czasie występowała w teatrze amatorskim. Jej ojciec, František Bohdal, był wykształconym stolarzem. Matka zapisała ją do szkoły baletowej Niny Gordon-Mládkovej, a następnie na przesłuchania do filmu. Dzięki matce wystąpiła także jako gwiazda dziecięca w niemym filmie Pižla a Žižla na cestách (1937), Złoty człowiek (Zlatý člověk, 1939) i komedii Madla zpívá Evropě (1940).
Po ukończeniu szkoły podstawowej w Pradze-Žižkov, uczęszczała do gimnazjum dla dziewcząt. W 1949 podjęła pracę jako nauczycielka i przez trzy lata uczyła w szkole podstawowej w Ostrawie. 

### Kariera
W 1957 ukończyła studia na Wydziale Teatralnym Akademii Sztuk Scenicznych w Pradze. Występowała w teatrach: Divadlo ABC (1957–62), Městská divadla pražská (1962–66) i Divadlo na Vinohradech (od 1967). 
W 1993 otrzymała nagrodę Czeskich Lwów za rolę Envy w baśniowej komedii Nieśmiertelna ciotka (Nesmrtelná teta, 1993) i dwa lata później za pierwszoplanową tytułową rolę w dramacie Moja siostra Fany (Fany, 1995).
Jej charakterystyczny głos idealnie pasuje do postaci z kreskówek i różnych postaci z bajek, była narratorem Bajki z mchu i paproci (Pohádky z mechu a kapradí, 1968–71).
W 2021 roku została odznaczona Orderem Lwa Białego I klasy.

## Życie osobiste
Rozwiedziona z Břetislavem Stašem, z którym ma córkę Simonę (ur. 19 marca 1955). Wyszła ponownie za mąż za Radoslava Brzobohatego. Jednak doszło do rozwodu. Jej wieloletnim przyjacielem był Karel Gott.

## Wybrana filmografia

### Filmy fabularne
- 1952: Porwanie (Únos) jako tancerka
- 1956: Pierwszy wyścig (Dědeček automobil) jako panna młoda
- 1956: Proszę ostrzej! (Zaostřit, prosím!) jako redaktorka ds. korespondencji
- 1958: Tu są lwy (Zde jsou lvi) jako sekretarka Jiřina
- 1959: Majowe gwiazdy (Májové hvězdy) jako kobieta w tramwaju
- 1963: Deszcz padał na szczęście (Pršelo jim štěstí) jako Wera
- 1963: Gdy przychodzi kot (Až přijde kocour) jako Julie
- 1964: Noc przedślubna (Komedie s Klikou) jako Zuzana Vítová
- 1965: Biała pani (Bílá paní) jako Andula
- 1966: Dama z tramwaju (Dáma na kolejích) jako Marie Kučerová
- 1966: Kobiety nie bij nawet kwiatem (Ženu ani květinou neuhodíš) jako Helena
- 1969: Światowcy (Světáci) jako Božka
- 1970: Ucho jako Anna
- 1970: Trup w każdej szafie (Čtyři vraždy stačí, drahoušku!) jako Sabrina
- 1984: Rumburak jako ciotka Evženie
- 1993: Nieśmiertelna ciotka (Nesmrtelná teta) jako Závist
- 1995: Moja siostra Fany (Fany) jako Fany
- 2012: Spóźniona miłość (Vrásky z lásky) jako Jana
- 2018: Najpiękniejsze baśnie: Czarodziej Żytko (Kouzelník Žito) jako zielarka Apolena

### Seriale TV
- 1970–1975: Pan Tau (Pan Tau naděluje) jako Helene Urban
- 1975: Lato z Kasią (Leto s Katkou)
- 1975: Pod jednym dachem (Chalupáři) jako pani Fuchsová
- 1984: Latający Czestmir (Létající Čestmír) jako pani Klepacova, nauczycielka